# Santa María la Nopalera
Santa María la Nopalera är en ort i Mexiko.   Den ligger i kommunen San Juan Lalana och delstaten Oaxaca, i den sydöstra delen av landet, 400 km sydost om huvudstaden Mexico City. Santa María la Nopalera ligger 122 meter över havet och antalet invånare är 367.
Terrängen runt Santa María la Nopalera är huvudsakligen platt, men den allra närmaste omgivningen är kuperad. Runt Santa María la Nopalera är det glesbefolkat, med 12 invånare per kvadratkilometer. Närmaste större samhälle är San Juan del Río, 9,3 km väster om Santa María la Nopalera. I omgivningarna runt Santa María la Nopalera växer i huvudsak städsegrön lövskog.